# الدمنة (أفلح اليمن)

تعديل مصدري - تعديل

الدمنة هي إحدى قرى عزلة الجوان والقطابية بمديرية أفلح اليمن التابعة لمحافظة حجة، بلغ تعداد سكانها 188 نسمة حسب تعداد اليمن لعام 2004.